# 조무근
조무근(趙武根, 1991년 9월 26일~)은 전 KBO 리그 롯데 자이언츠의 투수이자, 현 KBO 리그 롯데 자이언츠의 잔류군 드라이브 라인코치이다.

## 선수 시절

### kt 위즈시절
상원고등학교를 졸업한 후 입단을 제안한 프로 구단이 없어 성균관대학교에 진학했다. 졸업 후 2015년 신인 드래프트에서 2차 6라운드에 지명됐다. 2015년에는 1점대 평균자책점으로 상당히 좋은 모습을 보여줬으나 WBSC 프리미어 12 참가를 비롯해 많은 이닝을 소화한 여파 때문에 2016년부터 부진했다.

### 롯데 자이언츠시절
2017년 11월에 FA를 통해 kt 위즈로 이적한 황재균의 보상 선수로 지명돼 이적했다. 2022년 시즌 후 방출됐다.

## 야구선수 은퇴 후
2024년부터 롯데 자이언츠의 잔류군 드라이브 라인코치로 활동한다.

## 별명
- 2015년에 1점대 평균자책점을 기록해 좋은 모습을 자주 보여줬던 상황과 더불어 원래 이름을 거꾸로 했을 때의 이름을 상징하는 '근무조'라고 불린다.

## 출신 학교
- 대구남도초등학교
- 경상중학교
- 대구상원고등학교
- 성균관대학교

## 통산 기록
| 연도 | 팀명  | 평균자책점 | 경기 | 완투 | 완봉 | 승 | 패 | 세 | 홀 | 승률  | 타자 | 이닝  | 피안타 | 피홈런 | 볼넷 | 사구 | 탈삼진 | 실점 | 자책점 |
| ---- | ----- | ---------- | ---- | ---- | ---- | -- | -- | -- | -- | ----- | ---- | ----- | ------ | ------ | ---- | ---- | ------ | ---- | ------ |
| 2015 | kt    | 1.88       | 43   | 0    | 0    | 8  | 5  | 4  | 2  | 0.615 | 298  | 71.2  | 54     | 3      | 32   | 4    | 83     | 26   | 15     |
| 2016 | kt    | 8.61       | 38   | 0    | 0    | 2  | 0  | 0  | 4  | 1.000 | 196  | 38.2  | 59     | 5      | 27   | 3    | 31     | 37   | 37     |
| 2017 | kt    | 7.36       | 16   | 0    | 0    | 0  | 0  | 0  | 3  | -     | 70   | 14.2  | 21     | 2      | 3    | 1    | 9      | 13   | 12     |
| 2018 | 롯데  | 13.50      | 2    | 0    | 0    | 1  | 0  | 0  | 0  | 1.000 | 6    | 0.2   | 2      | 0      | 1    | 2    | 1      | 1    | 1      |
| 2019 | 롯데  | 1.85       | 8    | 0    | 0    | 0  | 0  | 0  | 0  | -     | 43   | 9.3   | 6      | 0      | 5    | 3    | 5      | 2    | 2      |
| 통산 | 5시즌 | 4.46       | 107  | 0    | 0    | 11 | 5  | 4  | 9  | 0.688 | 613  | 135.3 | 142    | 10     | 68   | 13   | 129    | 79   | 67     |